# (34983) 3046 T-3
3046 T-3 (asteroide 34983) é um asteroide da cintura principal. Possui uma excentricidade de 0.10022270 e uma inclinação de 4.30849º.
Este asteroide foi descoberto no dia 16 de outubro de 1977 por Cornelis Johannes van Houten e Ingrid van Houten-Groeneveld e Tom Gehrels em Palomar.